# West Newbury (Massachusetts)
West Newbury és una població dels Estats Units a l'estat de Massachusetts. Segons el cens del 2006 tenia 4.450 habitants.

## Demografia
Segons el cens del 2000, West Newbury tenia 4.149 habitants, 1.392 habitatges, i 1.183 famílies. La densitat de població era de 118,5 habitants/km².
Dels 1.392 habitatges en un 46,6% hi vivien nens de menys de 18 anys, en un 76,8% hi vivien parelles casades, en un 6,2% dones solteres, i en un 15% no eren unitats familiars. En l'11,9% dels habitatges hi vivien persones soles el 5,2% de les quals corresponia a persones de 65 anys o més que vivien soles. El nombre mitjà de persones vivint en cada habitatge era de 2,98 i el nombre mitjà de persones que vivien en cada família era de 3,25.
Per edats la població es repartia de la següent manera: un 30% tenia menys de 18 anys, un 4,3% entre 18 i 24, un 27% entre 25 i 44, un 29,9% de 45 a 60 i un 8,8% 65 anys o més.
L'edat mediana era de 40 anys. Per cada 100 dones de 18 o més anys hi havia 93,9 homes.
La renda mediana per habitatge era de 92.828 $ i la renda mediana per família de 99.050$. Els homes tenien una renda mediana de 80.670 $ mentre que les dones 40.189$. La renda per capita de la població era de 35.323$. Entorn del 2,8% de les famílies i el 3,8% de la població estaven per davall del llindar de pobresa.